# Marion Fellows
Marion Fellows (née le 5 mai 1949) est une femme politique du Parti national écossais (SNP). Elle est députée pour Motherwell et Wishaw de 2015 à 2024,,,.

## Biographie
Après avoir étudié à l'Académie de Maybole, elle fait des études de comptabilité et de finances à l'Université Heriot-Watt. Pendant dix-neuf ans, elle enseigne les études d'affaires à West Lothian College où elle est syndicaliste à l'Institut d'Éducation de l'Ecosse (EIE).
Elle vit avec sa famille à Wishaw et Bellshill depuis les années 1970. Elle est élue en 2012 en tant que conseiller de North Lanarkshire pour Wishaw, et est active lors de la campagne du Référendum sur l'indépendance de l'Écosse en 2014.
En 2007, elle se présente à Motherwell et Wishaw contre Jack McConnell, et, en 2010, elle échoue face à Frank Roy.
Après avoir été choisie comme candidate SNP à Motherwell et Wishaw en 2015, elle bat Roy avec une majorité de 11,898 voix. Elle est réélue députée en 2017 et en 2019.